# Nanako Matsushima
Nanako Matsushima (松嶋 菜々子 Matsushima Nanako?,  Yokohama, Prefectura de Kanagawa, Japón, 13 de octubre de 1973) es una actriz y modelo japonesa. Matsushima es bien conocida en Japón y en otros países por su papel protagónico de Reiko Asakawa en el afamado filme de terror psicológico Ringu, de 1998.
También fue la protagonista del drama A Story of Love, junto con su coestrella de Ringu, Hiroyuki Sanada. En 2011, su serie de drama Kaseifu no Mita alcanzó un índice de audiencia del 40%, convirtiéndolo en uno de los dramas japoneses de mayor índice de audiencia de todos los tiempos. Matsushima es considerada una de las mujeres más bellas de Japón.

## Biografía
Matsushima comenzó su carrera tras ser descubierta por un cazatalentos mientras aún estudiaba en la secundaria. Después de diversos trabajos como modelo y en publicidad, consiguió su primer papel importante a los veinticuatro años, cuando interpretó a Kaori Fujimura en Kon'na koi no hanashi, junto a Koji Tamaki y Hiroyuki Sanada, con el que compartiría nuevamente protagonismo en Ringu. Se convirtió en la actriz mejor pagada de Japón gracias a Great Teacher Onizuka y sus exitosos doramas posteriores.
Matsushima, considerada referente de estilo según Oricon, está casada con el también actor Takashi Sorimachi, con el que coprotagonizó Great Teacher Onizuka. Ambos se convirtieron en padres de una niña el 31 de mayo de 2004. Su segunda hija nació el 30 de noviembre de 2007.

## Filmografía

### Cine
- 2014: El recuerdo de Marnie (voz)
- 2013: Los protectores (Shield of Straw)
- 2008: Hana Yori Dango Final
- 2007: Bizan
- 2006: Inugamike no Ichizoku
- 2000: Whiteout
- 2000: Poppugurûpu koroshiya
- 1999: Ringu 2
- 1998: Rasen
- 1998: Ringu
- 1997: Koi to Hanabi to Kanransha

### Dramas
- Lucky seven (Fuji TV, 2012)
- Kyumei Byoto 24 Ji 4 (Fuji TV, 2009)
- Hana Yori Dango Returns (TBS, 2007)
- Furuhata Ninzaburo Final (Fuji TV, 2006)
- Hana Yori Dango (TBS, 2005)
- Hotaru no Haka (NTV, 2005)
- Kyumei Byoto 24 Ji 3 (Fuji TV, 2005)
- Bijo ka Yajuu (Fuji TV, 2003)
- Toshiie to Matsu (NHK, 2002)
- Yamato Nadeshiko (Fuji TV, 2000)
- Hyakunen no Monogatari (TBS, 2000)
- Koori no Sekai (Fuji TV, 1999)
- Majo no Jouken (TBS, 1999)
- Kyumei Byoto 24 Ji (Fuji TV, 1999)
- Great Teacher Onizuka (Fuji TV, 1998)
- Sweet Season (TBS, 1998)
- Gekiteki Kiko Shinya Tokkyu '98 (TV Asahi, 1998)
- Shinryonaikai Ryoko (NTV, 1997)
- Konna Koi no Hanashi (Fuji TV, 1997)
- Yonimo Kimyona Monogatari Kanrinin (Fuji TV, 1997)
- Kimi ga Jinsei no Toki (TBS, 1997)
- Gekiteki Kiko Shinya Tokkyu '97 (TV Asahi, 1997)
- Himawari (NHK, 1996)
- Heart ni S (Fuji TV, 1995)
- Onegai Darling (Fuji TV, 1993)
- Shacho ni natta Wakadaisho (1992)

## Premios y nominaciones
- Premios
  - 36.ª Edición de los Television Academy Awards: Mejor actriz, Bijo ka Yajuu
  - 36.ª Edición de los Television Academy Awards: Mejor vestuario, Bijo ka Yajuu
  - 35ª Edición de los Television Academy Awards: Mejor actriz, Toshiie to Matsu
  - 27ª Edición de los Television Academy Awards: Mejor actriz, Yamato Nadeshiko
  - 27ª Edición de los Television Academy Awards: Mejor vestuario, Yamato Nadeshiko
  - 23ª Edición de los Television Academy Awards: Mejor actriz, Koori no Sekai

- Nominaciones
  - Premios de la Academia Japonesa (2001): Mejor actriz, Whiteout
  - Premios de la Academia Japonesa (1999): Mejor actriz, Ringu